# Azuré de la canneberge
Agriades optilete
Espèce
L’Azuré de la canneberge (Agriades optilete) est une espèce de lépidoptères de la famille des Lycaenidae et de la sous-famille des Polyommatinae.

## Systématique
L’espèce Agriades optilete a été décrite par le naturaliste allemand August Wilhelm Knoch en 1781, sous le nom initial de Papilio optilete,.
Le placement dans le genre Agriades découle de récentes études de phylogénétique moléculaire, mais beaucoup de sources citent encore l'espèce sous le nom de Vacciniina optilete, Plebejus optilete, ou encore Albulina optilete.

### Sous-espèces
Plusieurs sous-espèces ont été décrites :
- Agriades optilete optilete (Knoch, 1781) — Alpes, Carpates, Europe centrale, Ouest de la Sibérie, Sud de l'Oural, Chine.
- Agriades optilete cyparissus (Hübner, [1813]) — du Nord de l'Europe à la Sibérie et au Kamtchatka.
- Agriades optilete sibirica (Staudinger, 1892) — Altaï, monts Saïan, Transbaïkalie.
- Agriades optilete yukona (Holland, 1900) — Alaska, Nord-Ouest du Canada.
- Agriades optilete daisetsuzana (Matsumura, 1926) — Kouriles, Japon.
- Agriades optilete shonis (Matsumura, 1927) — Corée, Extrême-Orient russe.
- Agriades optilete kingana (Matsumura, 1939) — Mandchourie.

## Noms vernaculaires
- En français : l’Azuré de la canneberge ; plus rarement l’Argus bleu turquin ou l’Argus pervenche[4].
- En anglais : Cranberry blue.
- En allemand : Hochmoor-Bläuling.
- En néerlandais : Veenbesblauwtje.

## Description
L'imago d’Agriades optilete est un petit papillon dont le dessus des ailes est bleu chez le mâle et brun chez la femelle.
Le revers a un fond gris orné de plusieurs séries de points et chevrons noirs, avec près de l'angle anal de l'aile postérieures une tache orange et un peu de bleu.
La sous-espèce présente dans le Nord de l'Amérique du Nord, Agriades optilete yukona, est plus violette avec un revers beige présentant la même ornementation.

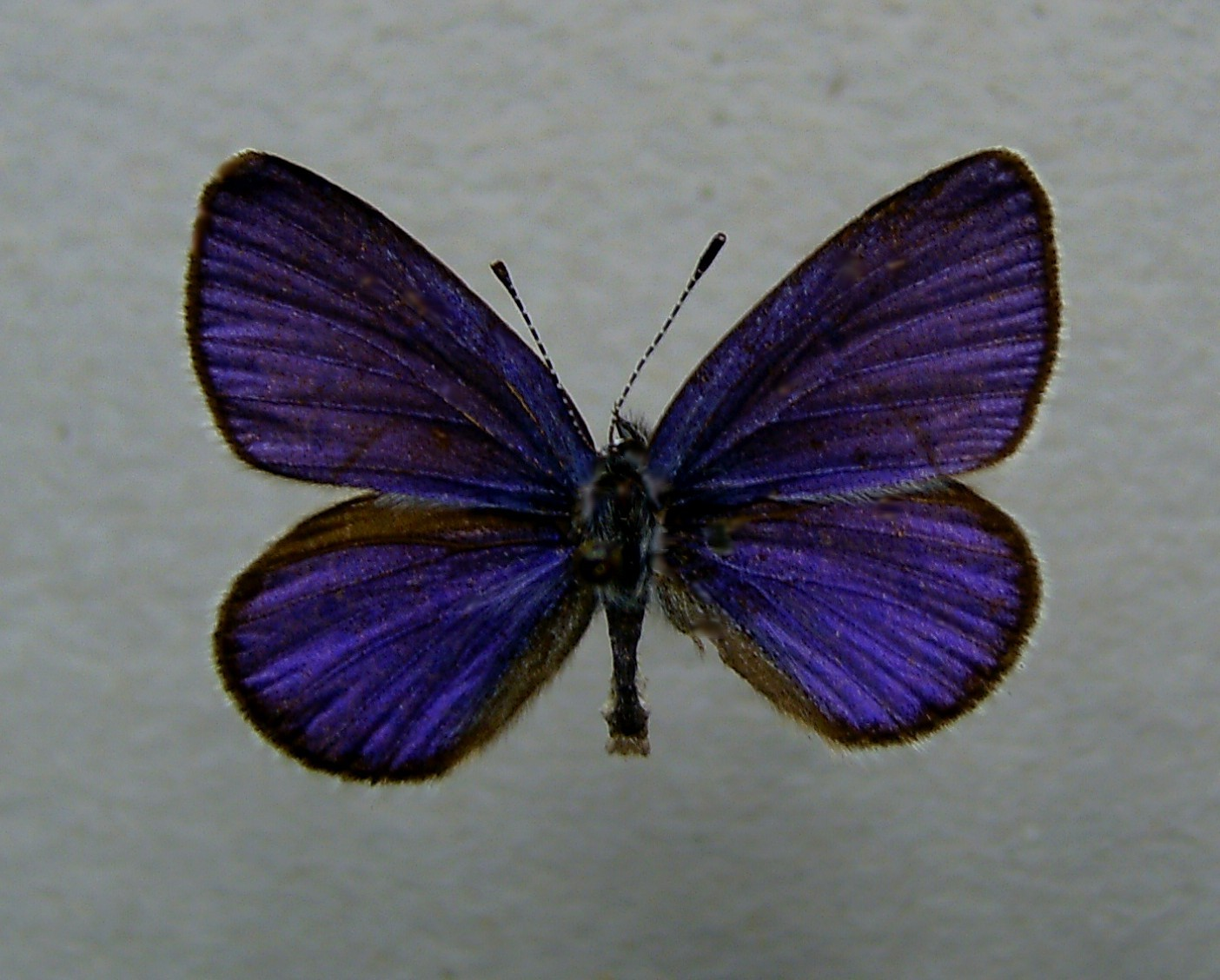
Dessus d'un mâle.
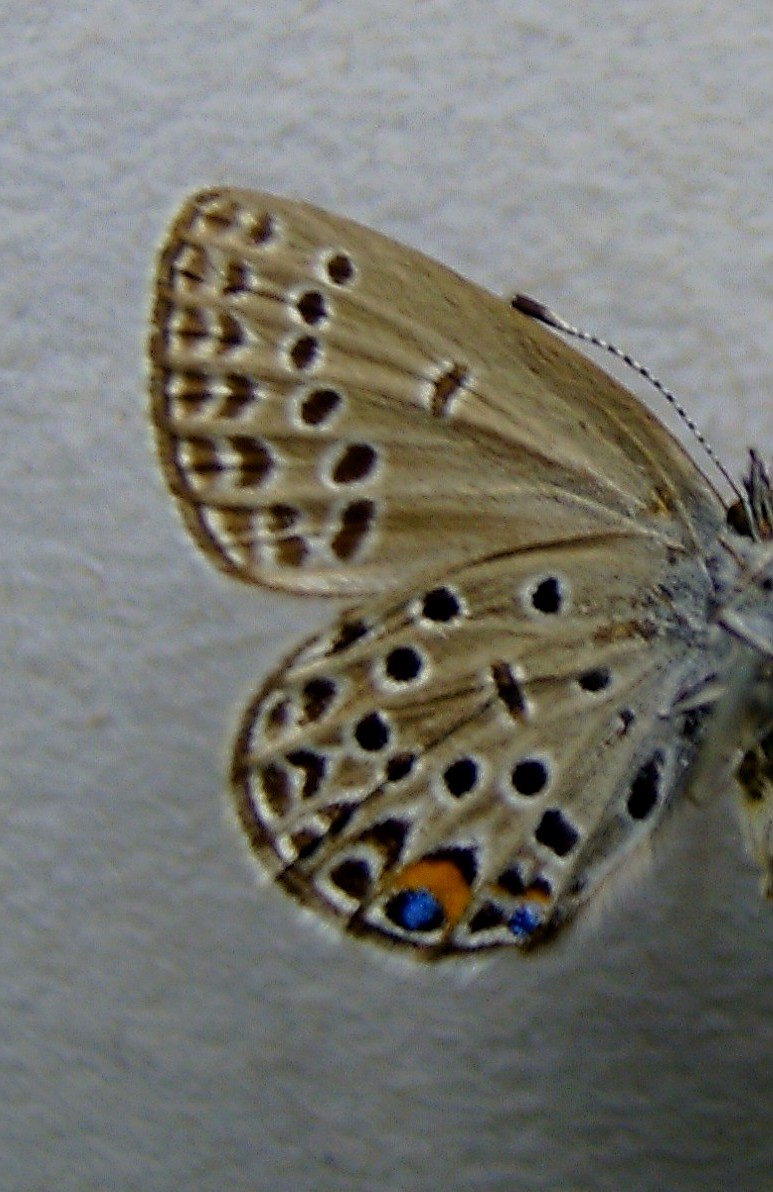
Revers.

## Biologie

### Période de vol et hivernation
Il vole en une génération de juin à août suivant les latitudes, en juillet dans les Alpes.
Il hiverne au stade de chenille.

### Plantes-hôtes
Ses plantes-hôtes sont des Vaccinium : Vaccinium uliginosum dans les Alpes, Vaccinium oliginosum, Vaccinium myrtillus, Vaccinium oxycoccus.

## Écologie et distribution
L’Azuré de la canneberge est présent du centre au Nord de l'Europe (Alpes, Pologne, Slovaquie, États baltes et Scandinavie), et vers l'est à travers l'Asie jusqu'au Japon et l'Est de la Russie, et enfin dans le Nord de l'Amérique du Nord.
En France, il est présent dans six départements des Alpes.

### Biotope
En Amérique, il habite les tourbières et les zones humides. Il se retrouve aussi dans les forêts humides et les landes de bruyères.

## Protection
Pas de statut de protection particulier[réf. souhaitée].